# Обровець (Опольське воєводство)
Обровець (пол. Obrowiec) — село в Польщі, у гміні Ґоґолін Крапковицького повіту Опольського воєводства.
Населення — 516 осіб (2011).
У 1975-1998 роках село належало до Опольського воєводства.

## Демографія
Демографічна структура станом на 31 березня 2011 року:
|          | Загалом | Допрацездатний вік | Працездатний вік | Постпрацездатний вік |
| -------- | ------- | ------------------ | ---------------- | -------------------- |
| Чоловіки | 250     | 42                 | 174              | 34                   |
| Жінки    | 266     | 35                 | 165              | 66                   |
| Разом    | 516     | 77                 | 339              | 100                  |